# Neville Stuart Pillans
Neville Stuart Pillans, född den 2 maj 1884 i Rosebank, död den 23 mars 1964 i Kapstaden, var en sydafrikansk botaniker.
Auktorsnamnet Pillans kan användas för Neville Stuart Pillans i samband med ett vetenskapligt namn inom botaniken; se Wikipediaartiklar som länkar till auktorsnamnet.